# Först. Sist. För Alltid.
Först. Sist. För Alltid. är ett samlingsalbum av Noice, utgivet den 8 juli 2022. Albumet är utgivet på LP och CD. LP:n är även utgiven på vinyl i magenta.

## Låtlista
1. Rock'n'roll å droger
2. Nina
3. Du e inte man
4. (Jag e trött på) Tonårsdrömmen
5. Television
6. Jag vill inte va (som alla andra)
7. Jag kommer inte in
8. Nu bryter jag upp
9. Cityhets
10. Som i gamla filmer
11. Vild vild värld
12. September
13. På min radio
14. Vrid tiden tillbaks
15. London 77
16. Regnet faller
17. Stjärnor över Stockholm
18. Spring för ditt liv
19. Allt som jag vill ha
20. Telefonen ringer
21. Vild vild värld (akustisk version)